# Gare de Fermanville
La gare de Fermanville  était une gare ferroviaire française de la ligne de Cherbourg à Barfleur, située au hameau de la Gare sur le territoire de la commune de Fermanville dans le département de la Manche) en région Normandie.

## Situation ferroviaire
Établie à 50 mètres d'altitude, la gare de Fermanville était située sur la ligne de Cherbourg à Barfleur entre les gares de Bretteville-en-Saire et de Saint-Pierre-Église. S'intercalaient les haltes de Maupertus en amont, et de Carneville-Théville en aval.

## Histoire
La gare de Fermanville est mise en service le 8 juillet 1911 par la Compagnie des chemins de fer de la Manche (CFM), lorsqu'elle ouvre à l'exploitation la ligne, à voie normale, de Cherbourg à Barfleur.
Après les destructions de la fin de la Seconde Guerre mondiale, la gare est de nouveau desservie jusqu'au passage du dernier train qui marque la fermeture de la ligne le 30 septembre 1950.

## Service des voyageurs
Gare fermée et désaffectée.

## Après le chemin de fer
En 2007, le bâtiment voyageurs est toujours présent, il est devenu une habitation privée.